# Antocha (Orimargula) philippina
Antocha (Orimargula) philippina is een tweevleugelige uit de familie steltmuggen (Limoniidae). De soort komt voor in het Oriëntaals gebied.